# Міус (заказник)
Міус — один з об'єктів природно-заповідного фонду Луганської області, ландшафтний заказник місцевого значення.

## Розташування
Розташований в Перевальському районі Луганської області, на території Чорнухинського лісництва Державного підприємства «Іванівське лісомисливське господарство». Координати: 48° 15' 57" північної широти, 38° 35' 53" східної довготи .

## Історія
Ландшафтний заказник місцевого значення «Міус» оголошений рішенням Луганської обласної ради народних депутатів № 6/8 від 18 травня 1995 року.
Під час російської збройної агресії проти України (2014–2015) заказник постраждав від пожеж, спричинених бойовими діями.

## Загальна характеристика
Ландшафтний заказник місцевого значення «Міус» загальною площею 180,0 га являє собою верхів'я річки Міус з прибережними ділянками. Охороняється відрізок протяжністю 4,5 км. На території заказника річка має звивисте річище 1,2-3,0 м завширшки, глибина — 0,2-1,5 м. Прибережні схили досить круті. Вода у річці чиста і холодна протягом усього року через наявність численних джерел.

## Рослинний світ
На прибережних ділянках зростають ясеневі діброви.

## Тваринний світ
У річці на території заказника мешкають 7 видів риб, у тому числі представники реофільної іхтіофауни — гольян звичайний і голець звичайний.